# Las Tinajas del Arenal
Las Tinajas del Arenal är en ort i Mexiko.   Den ligger i kommunen San José Iturbide och delstaten Guanajuato, i den centrala delen av landet, 220 km nordväst om huvudstaden Mexico City. Las Tinajas del Arenal ligger 2 159 meter över havet och antalet invånare är 134.
Terrängen runt Las Tinajas del Arenal är huvudsakligen kuperad, men åt nordost är den platt. Runt Las Tinajas del Arenal är det ganska tätbefolkat, med 124 invånare per kvadratkilometer. Närmaste större samhälle är San José Iturbide, 8,3 km nordost om Las Tinajas del Arenal. Trakten runt Las Tinajas del Arenal består i huvudsak av gräsmarker.